# François-Albert Viallet
François-Albert Viallet, Soji Enku rōshi (Budapest, 20 marzo 1908 – Francoforte sul Meno, 17 maggio 1977), è stato un filosofo francese e un monaco buddista della scuola Soto Zen.

## Biografia
Nato a Budapest il 20 marzo 1908, fu scrittore, filosofo e monaco buddista della scuola Soto Zen. Grande fu la sua influenza per lo sviluppo e la diffusione della pratica dello zazen in Europa, soprattutto in Francia, dove visse a lungo, Italia, Svizzera e Germania. Quivi, a Francoforte sul Meno, fondò lo zendō che diresse fino al giorno della sua morte, avvenuta il 17 maggio 1977.
Studiò a Parigi, a Roma ed a Vienna e fu legato, con un rapporto anche burrascoso, al teologo-scienziato Teilhard de Chardin da lunga amicizia; dopo la morte di questi, ne scrisse la biografia. Fu scrittore e collaborò con riviste e con programmi radiotelevisivi. Durante la guerra si impegnò in politica, fu deportato in Germania, nel campo di concentramento di Wuhlheide, da dove riuscì a fuggire per partecipare alla resistenza.
Nel 1967 incontrò Taisen Deshimaru il quale, da pochi mesi arrivato a Parigi, praticava zazen nello zendō in Rue Pernety. Ne divenne allievo, prendendo il nome di Ku Sen. Successivamente però, recatosi in Giappone, nel monastero di Antaiji, e scoperto che Deshimaru non era ciò che affermava di essere, al punto che non aveva neppure l'autorità di conferire ordinazioni, diventò discepolo di Uchiyama Kōshō rōshi, all'epoca abate di Antaiji, dal quale fu ordinato monaco col nome di Enku.
Ritornato in Europa si dedicò alla diffusione dello Zen svolgendo conferenze, insegnando il Buddismo e la pratica dello zazen, ed anche incoraggiando e sovrintendendo l'apertura di centri di pratica. Fissò la sua residenza a Francoforte ove diresse lo zendō, da lui stesso fondato, fino al momento della morte.

## Viallet e l'Italia
Il legame di F.A. Viallet con l'Italia risale alle origini austriaco-italiane dello scrittore ed agli studi da lui svolti a Roma negli anni giovanili; questo legame non si interruppe mai.  La sua influenza per la diffusione e conoscenza dello Zen in questo Paese è stata fondamentale.
Nel 1969 iniziò a Torino, su invito della Fondazione Agnelli e del professor G. Dharmarama -allora responsabile della Associazione Italo-Indiana - un ciclo di conferenze che si concluse nel 1972.
Tra il 1969 e il 1970, su suggerimento di T. Deshimaru, il sostegno e la supervisione attiva e partecipe di F.A. Viallet permisero ad alcuni neofiti di fondare e gestire a Torino il primo dōjō di pratica dello zazen, condotto in un primo tempo da Massimo Daigan (poi Dai Dō) Strumia e successivamente da Giovanni Myosholingetsu Bertolo.
Ancora su iniziativa di F.A. Viallet e con la sua supervisione, prese forma tra il 1975 e il 1976 la comunità di Viganego (GE), ove alcuni praticanti di Torino e di Genova condivisero per alcuni anni lo studio e la pratica del Buddismo Zen.
A quelle prime esperienze ed all'apostolato di Viallet vanno ricondotte alcune realtà operanti oggi in Italia, tra cui: il ‘Dojo Soto Zen’ di Torino, la Comunità ‘La Stella del Mattino',  l'Associazione ‘Il cerchio vuoto’ ed altre.
Nel contesto culturale di quegli anni F. A. Viallet ha saputo anticipare con grande perspicacia, anche per effetto della sua lunga amicizia con Teilhard de Chardin, la strada dell'incontro/dialogo tra Buddismo e Cristianesimo. Contestualmente ha saputo orientare l'insegnamento alla prassi essenziale della presenza dello/nello zazen; un suo motto usuale invitava i discepoli a praticare senza attendere mentalmente il suono della campana che determinava la fine della seduta, come se si trovassero nella loro tomba senza via d'uscita.

### In italiano
- Kosho Uchiyama Roshi,  La realtà dello zazen. Il cammino verso se stessi: (traduzione it. a c. di Melina Caudo dalla versione francese di F.A.Viallet che ha curato anche una delle prefazioni) - Astrolabio Ubaldini (prima edizione 1973), 1986 - ISBN 8834002873.
- Zen, l'altro versante - Edizioni Mediterranee, 1973  (Trad. a c. di A. Figarolli)   BN 742905.